# Astrud Gilberto

Astrud Gilberto
(1970), Arquivo Nacional

Astrud Gilberto, geboren als Astrud Evangelina Weinert (Salvador, 29 maart 1940 – Philadelphia (Pennsylvania), 5 juni 2023), was een van geboorte Braziliaans zangeres van bossanova- en sambamuziek, beroemd om haar vertolking van het nummer The Girl from Ipanema.

## Levensloop

### Vroege leven
Astrud was een van de drie dochters van een Braziliaanse moeder, die meerdere instrumenten speelde, en een Duitse vader, die professor in de taalkunde was. Ze werd in Salvador geboren en groeide op in Rio de Janeiro. Ze sprak meerdere talen vloeiend.

### Carrière
In 1963 werkte Stan Getz samen met João Gilberto aan het album Getz/Gilberto, waarop ook Antônio Carlos Jobim voorkwam. Creed Taylor, de producer, vond dat een van de liederen van Jobim in het bijzonder een hit kon worden – Garota de Ipanema - The girl from Ipanema. Het lied moest echter wel wat Engelse tekst krijgen, naast de Portugese tekst van João Gilberto. Gelukkig was er Astrud; zij kende een beetje Engels, maar had geen ervaring als beroepszangeres. Astrud mocht het lied zingzeggen (parlando) en het resultaat werd zo goed bevonden, dat in 1964 in de VS een 7 inchsingle – zonder de stem van João – werd uitgebracht. Die single verkocht met ruim een miljoen exemplaren beter dan het album Jazz Samba uit 1962 (met Charlie Byrd en Stan Getz).
Met The girl from Ipanema, waarin haar ongetrainde, natuurlijke, bijna trieste stem te horen was, kwam haar carrière als zangeres bij toeval op gang. Zij ging door met bijdragen aan Getz Au Go Go en Getz/Gilberto #2, een liveopname van een concert in Carnegie Hall.
Astrud maakte tussen 1965 en 1967 vijf albums voor het label Verve, allemaal met goede arrangementen en wederom geproduceerd door Creed Taylor. Haar muziekstijl werd bossanova, maar dan dichter bij de pop dan bij de jazz.
Op haar eerste eigen album, The Astrud Gilberto Album uit 1964, was het vooral materiaal van Jobim dat gebruikt werd, terwijl op de twee volgende albums vooral Braziliaans materiaal (niet van Jobim afkomstig) verscheen. Het album Beach Samba bevat een mengeling van Hollywood-, Broadway- en Braziliaanse nummers, en op A Certain Smile, A Certain Sadness werkte ze samen met het trio van Walter Wanderley.
Ondanks haar cruciale rol in de popularisering van de bossanova, plukte Gilberto nooit de financiële vruchten van het wereldwijde succes. Ze ontving slechts 120 dollar voor haar nachtelijke studiowerk aan The Girl from Ipanema, terwijl Stan Getz naar schatting een miljoen ontving en João Gilberto 23.000 dollar.
Astrud schreef ook zelf veel nummers en gaf concerten over de hele wereld. In 1992 kreeg ze de "Latin Jazz USA Award for Lifetime Achievement" uitgereikt voor haar werk in de muziek.

### Persoonlijk leven
Astrud trouwde in 1959 met zanger-gitarist João Gilberto, die ook wel de vader van de bossanova werd genoemd. Het echtpaar kreeg twee zonen, Marcello Gilberto en Gregory Lasorsa, met wie Astrud vanaf de jaren 90 de muziekuitgeverij Gregmar Productions, Inc. bezat. Het echtpaar scheidde in 1964. Na het stuklopen van hun huwelijk had Astrud enige tijd een relatie met Stan Getz. Astrud beëindigde haar muzikale carrière in 2001 en wijdde zich daarna vooral aan schilderen. Ze zette zich ook in voor dierenrechten. Astrud Gilberto overleed op 6 juni 2023 op 83-jarige leeftijd in haar huis in Philadelphia.

## Discografie

### Officiële albums
- 1964: Getz Au Go Go (met Stan Getz)
- 1964: The Astrud Gilberto Album
- 1965: Look to the Rainbow
- 1965: The Shadow of Your Smile
- 1966: Beach Samba
- 1967: A Certain Smile, A Certain Sadness (met Walter Wanderley)
- 1968: Windy
- 1969: Gilberto Golden Japanese Album
- 1969: September 17, 1969
- 1970: I Haven't Got Anything Better to Do
- 1971: Gilberto with Turrentine (met Stanley Turrentine)
- 1972: Astrud Gilberto Now
- 1977: That Girl from Ipanema
- 1987: Astrud Gilberto Plus James Last Orchestra
- 1996: Live in New York
- 1997: Temperance
- 2002: Jungle

### Soundtracks
- 1965: The Deadly Affair
- 1987: Compact Jazz - Astrud Gilberto
- 2001: Astrud Gilberto's Finest Hour
- 2003: Astrud Gilberto - The Diva Series
- 2003: Bossa Nova for Lovers
- 2004: Astrud, for Lovers

### Verzamelalbums
- 1965: The Deadly Affair
- 1991: The Silver Collection
- 1995: Heirs to Jobim
- 1996: Jazz 'Round Midnight
- 1996: Red Hot + Rio
- 1998: Talkin' Verve

### Verzamelalbums met verschillende artiesten
- 1994: Vol. 9 - Verve Jazz Masters

### Gastoptredens
- 1963: Stan Getz/Joao Gilberto - "Getz/Gilberto"
- 1982: Shigeharu Mukai/Astrud Gilberto - "So & So - Mukai Meets Gilberto"
- 1983: Michael Franks - "Passionfruit"
- 1996: Etienne Daho - "Eden"
- 1998: George Michael - "Ladies And Gentleman - Best of George Michael"

### NPO Radio 2 Top 2000
| Nummer met noteringen in de NPO Radio 2 Top 2000 | '99 | '00 | '01 | '02 | '03 | '04 | '05 | '06 | '07 | '08 | '09  | '10  | '11  | '12  | '13  | '14  |
| ------------------------------------------------ | --- | --- | --- | --- | --- | --- | --- | --- | --- | --- | ---- | ---- | ---- | ---- | ---- | ---- |
| The Girl from Ipanema                            | 548 | -   | 887 | 433 | 642 | 724 | 827 | 919 | 854 | 773 | 1646 | 1477 | 1799 | 1891 | 1766 | 1877 |

1. ↑  Een '-' betekent dat het nummer niet was genoteerd en een vetgedrukt getal geeft de hoogste notering aan.
2. ↑  Deze tabel is bijgewerkt tot en met de laatste editie (2024).